# Buganda (kommun)
Buganda är en kommun i Burundi. Den ligger i provinsen Cibitoke, i den nordvästra delen av landet, 50 kilometer norr om Burundis största stad Bujumbura.